# Diplocentrus lourencoi
Espèce
Diplocentrus lourencoi est une espèce de scorpions de la famille des Diplocentridae.

## Distribution
Cette espèce est endémique du département de Cortés au Honduras. Elle se rencontre vers San Pedro Sula.

## Description
La femelle holotype mesure 50 mm.
Le mâle décrit par McWest en 1997 mesure 53,8 mm et la femelle 50,9 mm.

## Étymologie
Cette espèce est nommée en l'honneur de Wilson R. Lourenço.

## Publication originale
- Stockwell, 1988 : Six new species of Diplocentrus Peters from Central America (Scorpiones, Diplocentridae). Journal of Arachnology, vol. 16, no 2, p. 153-175 (texte intégral).